# Hydrogonium williamsii
Hydrogonium williamsii là một loài rêu trong họ Pottiaceae. Loài này được P.C. Chen mô tả khoa học đầu tiên năm 1941.